# Saccocalyx pedunculata
Saccocalyx pedunculata är en svampdjursart som beskrevs av Schulze 1895. Saccocalyx pedunculata ingår i släktet Saccocalyx och familjen Euplectellidae.
Artens utbredningsområde är havet utanför Indien. Inga underarter finns listade i Catalogue of Life.